# Syzygium hebephyllum
Syzygium hebephyllum är en myrtenväxtart som beskrevs av Ronald Melville. Syzygium hebephyllum ingår i släktet Syzygium och familjen myrtenväxter.
Artens utbredningsområde är Samoa. Inga underarter finns listade i Catalogue of Life.